# Boletín Oficial del Reino de Marruecos
El Boletín Oficial del Reino de Marruecos (BORM; en árabe, الجريدة الرسمية للمملكة المغربية; en francés, Bulletin officiel du royaume du Maroc) es la publicación oficial del Estado marroquí, editada en árabe y francés por la Secretaría General del Gobierno. En el BORM se registran textos de leyes, dahirs (decreto real), decretos y tratados internacionales. Por lo general, la edición es quincenal.
Su primera edición se remonta al 1 de noviembre de 1912, época en la que Marruecos era un protectorado francés debido al Tratado de Fez. Su título por aquel entonces era Empire chérifien - Protectorat de la République française au Maroc, que más tarde se simplificó a Empire chérifien («Imperio Jerifiano») cuando se recuperó la independencia en 1956, y finalmente a «Reino de Marruecos» en 1957, cuando el Sultán Sidi Mohammed (ben Yúsuf) se convirtió en el rey Mohamed V. 
El 27 de noviembre de 1912 se publicó en Madrid el primer Boletín Oficial de España en Marruecos, luego denominado Boletín oficial de la Zona de Influencia española en Marruecos, y finalmente, a partir del 10 de noviembre de 1918 como Boletín oficial de la Zona de Protectorado español en Marruecos.